# Kenny Burrell
Kenneth Earl Burrell, detto Kenny (Detroit, 31 luglio 1931), è un chitarrista statunitense.

## Biografia
Chitarrista dotato di notevole spessore tecnico, elegante, dalle marcate influenze bebop ma capace di creare atmosfere cool, delicate e intense di sapore blues. Virtuoso sia della chitarra elettrica sia della classica, ha il suo primo ingaggio nel 1951 con Dizzy Gillespie.
Nel 1955 sostituisce per motivi di salute Herb Ellis nel trio del favoloso pianista Oscar Peterson.
Nel 1957 si trasferisce a New York, collabora con Benny Goodman e fonda un trio e un quartetto. Suona con l'organista Jimmy Smith e partecipa a diverse registrazioni discografiche. In questo momento è forse il migliore chitarrista bop.
Nel 1958 incide un importante disco con John Coltrane. Divenuto famoso fa da spalla ai grandi del jazz: Sonny Rollins, Stan Getz, Gil Evans, Billie Holiday.
Impostosi come erede di Charlie Christian, ha proseguito il suo percorso musicale insegnando per tutti gli anni settanta chitarra jazz all'università in California. É uno dei chitarristi più longevi e influenti della sua generazione e più in generale di quel jazz degli anni '50 e '60 che rappresemta per molti l'apogeo di questo genere musicale. Il suo suono, la sua tecnica e gusto bluesy lo hanno reso un punto di riferimento per moltissimi chitarristi jazz e rock. 
Ad oggi lo si può ascoltare in tournée americane con il suo trio o quartetto.
Ha lavorato con Aretha Franklin.

## Discografia
- Best of Kenny Burrell (1956)
- Bluesy Burrell (1962)
- Midnight Blue (1963)
- Kenny Burrell and John Coltrane (1963)
- Guitar Forms (1964)
- For Charlie Christian and Benny Goodman (1966)
- Man at Work (1966)
- Ode To 52nd Street (1967)
- Night Song (1968)
- God Bless the Child (1971)
- Stormy Monday Blues (1974)
- Tin Tin Deo (1977)
- Moon and Sand (1980)
- Primal Blue (1995)
- Love Is the Answer (1998)
- Blue Muse (2003)